# Nawozy NPK
Nawozy NPK – wieloskładnikowe nawozy mineralne zawierające azot (N), fosfor (P) i potas (K) w postaci przyswajalnej przez rośliny.
Przyswajalnymi związkami azotu w nawozach NPK są azotany (najczęściej saletra potasowa) lub sole amonowe (zwykle amofos, nawóz typu NP), czasem także amidy. Ilość azotu podaje się w procentach wolnego azotu (N).
Przyswajalną częścią fosforu są najczęściej fosforany, a ilość fosforu podaje się w procentach tlenku fosforu(V) (P2O5). Natomiast przyswajalną częścią potasu jest zwykle chlorek potasu, a ilość potasu podaje się w procentach tlenku potasu (K2O). Proporcje N:P:K w produkowanym nawozie można dostosować do potrzeb, ustalając odpowiednie ilości poszczególnych składników wprowadzanych do granulatu.
Przykładowy nawóz NPK 8-24-24 zawiera:
- 8% N
- 24% P2O5
- 24% K2O
- 44% inne domieszki

Dodatkowo nawozy NPK mogą zawierać: wapń (Ca), magnez (Mg), siarkę (S) oraz bor (B), ważny mikroelement w uprawie buraka cukrowego oraz rzepaku.

## Wykorzystanie
Nawozy mineralne wieloskładnikowe nazywane są także mieszanymi. Zawierają wszystkie składniki pokarmowe dla roślin w różnych proporcjach NPK oraz inne makroelementy i mikroelementy. Ogrodnicy wybierają najczęściej nawozy uniwersalne, rzadziej nawozy specjalistyczne (uniwersalne to np. Azofoska, Polifoska, Fructus, Florovit, Planton).
Sposób aplikacji nawozów NPK znacząco wpływa na wykorzystanie składników pokarmowych z danego produktu. Zły ilościowy rozkład składników mineralnych w glebie wpływa niekorzystnie na uprawy. Dobre ich wymieszanie na odpowiednich głębokościach gwarantuje lepsze wchłanianie się składników mineralnych przez rośliny.
Mieszanki nawozowe NPK stosowane są w uprawach kwiatów w małych szklarniach oraz tunelach foliowych, a także w uprawach papryki, pomidorów oraz ogórków w małych szklarniach i tunelach foliowych.

## Produkcja w Polsce
Nawozy NPK wytwarzane są w Gdańskich Zakładach Nawozów Fosforowych „Fosfory” Sp. z o.o., Zakładach Azotowych Chorzów S.A., wchodzących w skład Grupy Azoty Zakładów Azotowych „Puławy” S.A.; w Grupie Azoty Zakładach Chemicznych „Police” S.A. oraz Grupie Azoty ZAK S.A. Ponadto produkowane są przez Luvena S.A., Fosfan S.A., Yara Poland oraz Zakłady Chemiczne „Siarkopol” Sp. z o.o.
W grupie nawozów wieloskładnikowych największy udział w produkcji posiadają nawozy NPK, których rocznie wytwarza się ok. 1 mln 400 tys. ton.
Przykładowe produkowane w Polsce nawozy NPK zawierające azot amonowy:
- Amofoska, FOSDAR Superfosfat Wzbogacony[7] (Gdańskie Zakłady Nawozów Fosforowych „Fosfory” Sp. z o.o.)[8], Polifoska[9], Polidap, PolimagS[10] (Grupa Azoty Zakłady Chemiczne „Police” S.A.)[11], Lubofoska (Luvena S.A.)
- Suprofoska i Suprofos (Fosfan S.A.)
- Fortefoska (Polish Gardens Sp. z o.o.)

Nawozem zawierającym azot w postaci saletry jest Nitrofoska.

## Produkcja na świecie
Cechą sektora nawozów mineralnych jest wysoki stopień koncentracji produkcji. Niekwestionowanym liderem produkcji nawozów mineralnych są Chiny – niemal 30% udziału w produkcji globalnej. Ważnymi producentami są obecnie również Indie, Rosja oraz Kanada. Wśród krajów Unii Europejskiej największy udział w produkcji nawozów mineralnych przypada na Niemcy i Polskę.